# 圆规座γ
圆规座γ （γ Cir）是位於圓規座的恒星系统，视星等4.51，距地球450光年。赫歇尔于1835年发现这是一对联星，并估算两颗子星的角距离为1弧秒。